# Ceratinops littoralis
Ceratinops littoralis är en spindelart som först beskrevs av James Henry Emerton 1913.  Ceratinops littoralis ingår i släktet Ceratinops och familjen täckvävarspindlar. Inga underarter finns listade i Catalogue of Life.